# Hebius deschauenseei
Hebius deschauenseei (вуж де Шауенсі) — вид змій родини полозових (Colubridae). Мешкає в Південно-Східній Азії. Вид названий на честь американського орнітолога Родольфа Меєра де Шауенсі.

## Поширення й екологія
Вужі де Шауенсі мешкають в Таїланді, В'єтнамі та в китайських провінціях Юньнань і Гуйчжоу. Вони живуть у вологих тропічних лісах, на берегах струмків, на висоті до 300 м над рівнем моря.